# Rúmbia

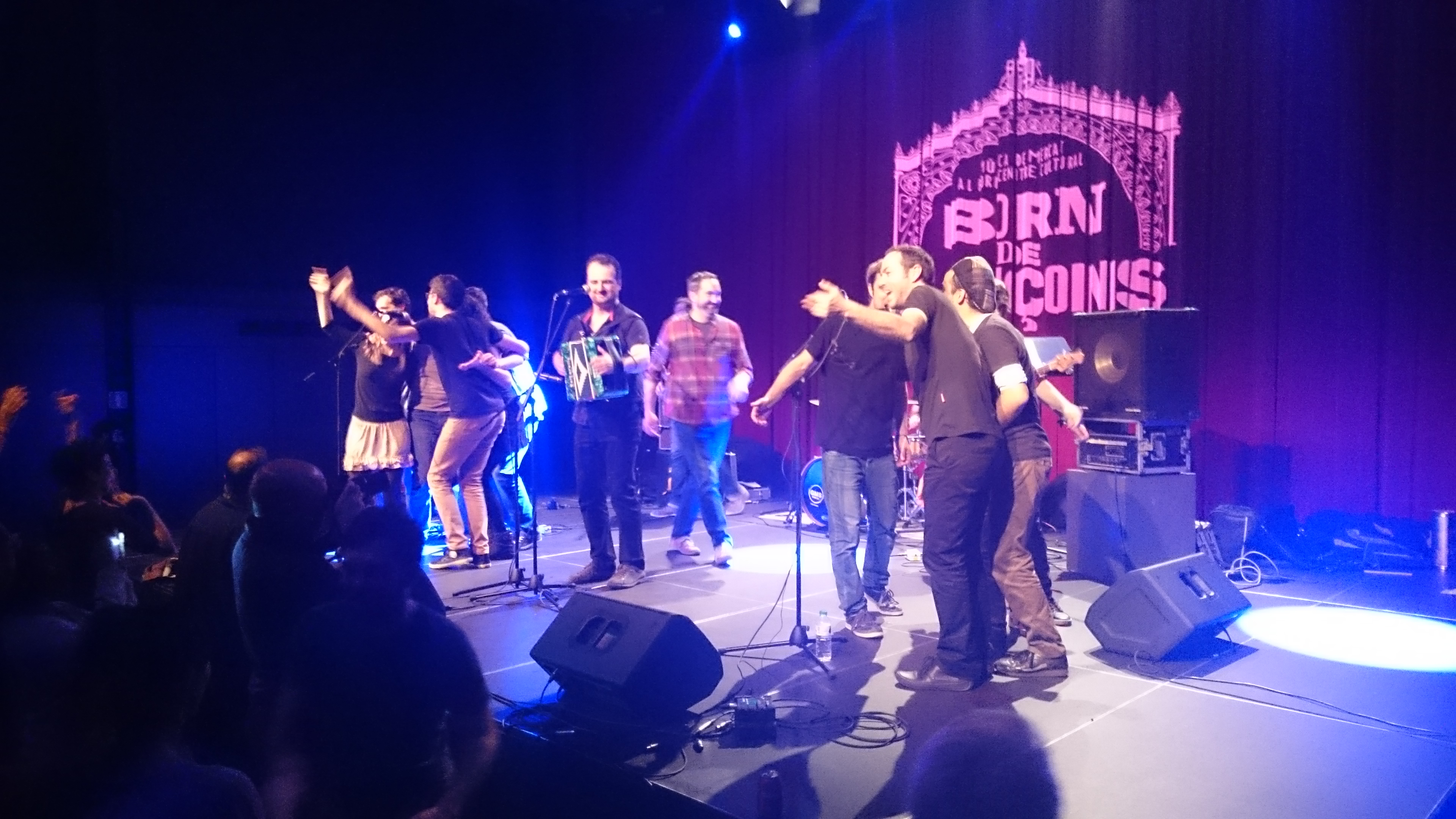
Presentació del CD Montres of rúmbia al Born Centre Cultural. Amb Carles Belda, Joan Garriga, etc., el 18 de febrer de 2016

La rúmbia és un estil musical nascut al Vallès, que fusiona la rumba catalana amb la cúmbia llatina sobre el substrat de la música popular de festa major i del ball de gitanes. El van impulsar Dusminguet i Pomada al final del segle xx, amb l'acordió diatònic –principalment– com a instrument aglutinador i amb elements del rock. N'han compost cançons Carles Belda, Joan Garriga, Víctor Pedrol, etc. –amb el mestratge de Jaume Arnella i Gato Pérez– i en toquen temes grups com La Troba Kung-Fú, Els Catarres, La Carrau, La Pegatina, Rauxa, Pareras Parelladas, Tetuà, Batak, Assabè On Band... La rúmbia, pensada per ballar, barreja sense complexos el substrat propi del ball: havaneres, rock, reggae i ska, valsos, etc. El nom de rúmbia el va proposar Ernesto América i el primer cop es va escriure és en el títol del CD Rumbia at Ernestos, de La Troba Kung-Fú, de l'any 2009.